# Laspoeder
Laspoeder is poeder dat toegepast wordt bij verschillende lasprocessen. Het kan zeer uiteenlopende eigenschappen en functies hebben.

## Laspoeder bijOP-lassenenelektroslaklassen
Bij OP (Onder Poeder)-lassen en elektroslaklassen wordt het lasbad beschermd tegen zuurstof en stikstof uit de omgevingslucht door het smeltbad af te dekken met een speciaal poeder. Dit poeder is zodanig samengesteld dat het door de hitte van de las deels smelt en een beschermende slak vormt. Tevens vormt het poeder gassen die dienstdoen als beschermgas. Stoffen uit laspoeder kunnen zuurstof binden die vrijkomt uit oxiden (roest) op het werkstuk. Bovendien is het mogelijk om (legerings)elementen die tijdens het lassen door de hitte uit het materiaal verdampen, aan te vullen door deze elementen in een relatief hoog gehalte aan het laspoeder toe te voegen.
Een mechanische eigenschap van laspoeder is dat het warmte isoleert en daardoor de ingebrachte hitte goed op de plaats houdt, waardoor het thermisch rendement van het lasproces toeneemt.
Laspoeder belemmert het directe zicht op de las, wat een voordeel heeft doordat men erdoor niet verblind zal raken, maar het nadeel heeft dat men niet direct in het smeltbad kan kijken, waardoor het risico op lasfouten groot zou zijn als men deze methode handmatig zou toepassen.

### Samenstelling van OP-laspoeder
Laspoeder kan bestaan uit vele verschillende stoffen, vaak als mengsel. Vaak bestaat het poeder voor het grootste deel uit smeltbare oxiden of zouten. De samenstelling van het poeder heeft grote invloed op de las en op het verloop van het lasproces.
Laspoeders kunnen op verschillende wijzen worden ingedeeld:
- Net als bij het lassen met beklede elektrode is er de keuze tussen basische poeders, met een hoog calciumgehalte, en zure poeders of rutielpoeders die een relatief hoog gehalte aan SiO2 en TiO2 hebben. Zure poeders geven mooie lasnaden maar dat gaat vaak ten koste van een wat minder goede mechanische laskwaliteit (met name kerftaaiheid).
- Er bestaan geagglomereerde poeders die bestaan uit stoffen die door een bindmiddel tot korrels aaneengeplakt zijn, en gesmolten poeders, waarbij de samenstellende stoffen tijdens de fabricage in een oven tot een soort glaskorreltjes samengesmolten zijn. Gesmolten poeders zijn sterker, verdragen hogere temperaturen en stroomsterkten en ze kunnen vaker hergebruikt worden; bij geagglomereerde poeders is dat minder mogelijk omdat het bindmiddel tijdens het lassen beschadigd raakt.

Basische poeders zijn veelal geagglomereerde poeders. Zij geven een hoge laskwaliteit met een laag risico op koudscheuren, en ze hebben vaak goede reinigende eigenschappen op een roestig oppervlak, maar ze geven relatief lelijke en grove lassen, hebben een grotere kans op slakinsluitsels en door hun hygroskopische eigenschappen moeten ze goed droog opgeslagen worden en voor hergebruik in een oven gedroogd worden. Als het poeder vochtig wordt, wordt daarmee waterstof in de las gebracht, wat de laskwaliteit vermindert.

## Laspoeder bijlassen met gevulde draad
Bij lassen met gevulde draad wordt gewerkt met een holle draad die gevuld is met laspoeder. Dit poeder heeft grotendeels dezelfde functies als die hierboven beschreven zijn bij het OP-lassen. Bij lassen met gevulde draad is echter veel minder poeder beschikbaar, zodat de las niet van de buitenlucht afgeschermd kan worden door poeder. De bescherming wordt hier veroorzaakt door de vorming van beschermgas dat tijdens het lassen door de hitte vrijkomt uit het laspoeder.

## Laspoeder bij plasmalassen met overgedragen boog
Bij plasmalassen met overgedragen boog (Engels: Plasma Transfered Arc) wordt gebruikgemaakt van zeer fijn poeder dat door middel van een drijfgas in de plasmaboog wordt geblazen, waarna het een coating op het werkstuk vormt.
Hierbij heeft het poeder dus niet alleen een functie tijdens het lassen, maar vormt het ook een deel van het uiteindelijke werkstuk.